# فغر الوريد
فَغْرُ الوَريد هو إجراءٌ طارئ يتعرض فيه الوريد جراحياً ثم يتم إدخال قنية في الوريد تحت الرؤية المباشرة. يتم استخدامه للوصول إلى الأوعية الدموية في مرضى الصدمة وصدمة نقص حجم الدم عندما يكون إدخال القنية المحيطي صعباً أو مستحيلاً. يُعتبر الوريد الصافن الأكثر استخدامًا. قل تفضيل استعمال هذا الإجراء بسبب تطوير تقنيات أكثر أمانًا للقسطرة الوريدية المركزية مثل تقنية سيلدينغر، وتقنية سيلدينغر المعدلة، والحقن داخل العظم، وكذلك استخدام توجيه الموجات فوق الصوتية لوضع القسطرة الوريدية المركزية دون استخدام الفغر.

## الإجراء
يتم تنظيف البشرة ولفها وتخديرها إذا سمح الوقت بذلك. يتم تحديد الوريد الصافي الأكبر على السطح فوق الكعب الإنسي، ويتم إجراء شق جلد عرضي كامل السماكة، ويتم إزالة 2 سم من الوريد من الهياكل المحيطة. يتم ربط الوعاء مغلقًا بعيدًا، ويتم استئصال الجزء القريب (بضع الوريد) وتمدده برفق، ويتم إدخال قنية من خلال بضع الوريد ويتم تثبيتها في مكانها باستخدام رباط أكثر قربًا حول الوريد والقنية. يرتبط الخط الوريدي بالقنية لاستكمال الإجراء.

## المضاعفات
تشمل مضاعفات فغر الوريد التهاب الهلل، وورم دموي، والتهاب الوريد، وثقب الجدار الخلفي من الوريد، وتخثر الوريد، وانتصاب عصبي وشرياني. يمكن أن يؤدي هذا الإجراء إلى تلف العصب الصافن بسبب مساره القريب مع الوريد الصافن الكبير، مما يؤدي إلى فقدان الإحساس الجلدي في الجهة الإنسية للساق. مع الزمن، أصبح إجراء العملية الجراحية الوريدية قديمًا وذلك من خلال إدخال ما قبل دخول المستشفى والتطورات الحديثة للحقن داخل العظم لدى مرضى الصدمة/صدمة نقص حجم الدم.

## روابط خارجية
- إجراء فغر الوريد